# Getting Things Done
Getting Things Done（ゲッティング・シングス・ダン、「物事をなし遂げる」）、略称 GTD（ジー・ティー・ディー）は、個人用のワークフローの管理手法である。デビッド・アレン（David Allen）が同名の書籍『仕事を成し遂げる技術 ―ストレスなく生産性を発揮する方法』（原題: Getting Things Done、2002年）の中で提唱する。ハッカー文化の一つで、LifeHack（ライフハック）の中でも代表的なものである。
「ナレッジワーカー（知識労働者ないし頭脳労働者）の仕事術」と呼ばれ、「次に何をやるか」という予定やスケジュールの管理、作業する上でのモチベーションを損なわないための体制作りなどが含まれる。心理的な負担を減らしながら個人の生産性を上げることを主眼とし、簡単な5つのステップを実行することによって成し遂げたいことを現実にするメソッドである。基本はなすべき仕事のリストを何かに記録しておくことで、頭の中からなすべき仕事のことを追い出すことである。これで頭の中はすべき仕事全部を覚えなくてもよくなりすっきりとし、リストに基づき実際の仕事をこなすことに集中できる。
略称のGTDは登録商標であり、ブランド名や商品名として使うことは制限される。ただし、一般名称として本手法を活用したり、指導することは可能である。

## GTDの特徴
従来のタイムマネジメント（時間管理手法）では、優先順位や仕事の計画を立てることが強調されてきたが、実際の仕事の場は年々複雑化し、せっかく立てた計画や優先順位は次々に割り込んでくる仕事のために破綻しがちである。計画の破綻や、計画を立てることすらできない多忙な状態の中、頭の中にすべき仕事を山ほど抱え込んでストレスは増大し、仕事はますます苦痛になり進まなくなる。
アレンは他のタイムマネジメントのプロたちと違い、仕事の優先順位をつけることを強調しない。そのかわり、状況に応じたタスクリストを作るよう勧めている（例としてかけるべき電話のリスト、市内へ出て回る先のリスト）。また新しい仕事が飛び込んできた場合、2分以内でできるようなものならばすぐ済ませるべきだとも説いている。仕事すべてがリストに書き出され把握できているのでない状態で考えた優先順位はむしろ不正確であまり役に立たない。
GTDは、やらなければならない仕事に関する情報を蓄え、追跡し、思い出すことを、簡単にするにはどうすればよいかという心理学的基礎に基づいている。アレンは、ある活動を行う際にわれわれがぶつかる「心理的障害」の多くは、非効率な「フロント＝エンド」式計画（例えば、どんなプロジェクトでも、何を達成すべきか、そのためには何をすべきかを、情報収集してまず最初に明らかにしなければならない）のために引き起こされるという。彼によればもっとも実際的な方法は、まず何をしてどこまで達成すべきかを全部考え、そのあと一連の行動を計画なしで自動的に行うことだという。
またアレンは、われわれの頭や心理にある「思い出すシステム」は非効率で、その時その場所ですべきことを思い出すことはめったにないという。よって、「信頼できるシステム」の文脈にしたがって、すべき仕事を紙や電子機器に書き出して蓄積した「次の行動リスト」はわれわれの心を外側から支援する役割を果たし、われわれが正しいときに正しいことを思い出すことを確実にしてくれる。アレンによって説明されるGTDには、仕事の流れを円滑にする助けとなる個人の仕事管理のコツや方法が詳述されている。
何よりGTDで求められるのは、仕事・ビジネスを遂行する上で行わなければならない作業を明確化し、それを逐次処理で貫徹することにある。例えば途中経過で失敗した場合、その後のスケジュールが総崩れを起こすのは良くない傾向である。これを予防する上で、先回りしてリカバリーポイント（失地回復の場）を要所要所に設け、スケジュール管理することなどが挙げられる。

## 道具

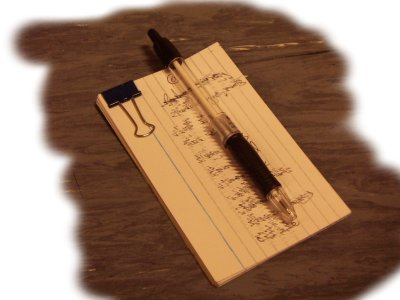
ブログ「43Folders」の管理人・作家であるマーリン・マン（Merlin Mann）が提唱した「ヒップスターPDA」。PDA（携帯情報端末）という名だが、デジタル機器ではなく、クリップで留めた普通の紙片の束である。PDAとは、ここでは「Parietal Disgorgement Aid」（脳内からの情報吐き出し補助具）の略

普通、安価な紙、クリップ、手帳などを使用する。ヒップスターPDAというツール（紙片の束をクリップで留めただけのもの）は自作できる。手帳やPalmなどのPDA、Wikiなどのソフトウェアや、Evernoteをはじめとするドキュメント管理用のさまざまなウェブサービスを使用してもよい。

## システム
GTDは次の5つのステップで構成され、これを1週間など一区切りごとに繰り返す。
1. 収集：頭の中にある「やらなければならないこと」「気になっていること（問題）」を紙などに書き出す。作業中のメモ書きなども参照して、問題点を出していく。
2. 処理：書き出した内容を、手順に添って、分類しリスト化する。
3. 整理：リストを自身がスケジュール管理に使っているツール（PDAやシステム手帳など）に入れ込む。
4. 見直し：自分の状況や状態でそれらが可能かどうか見直し、検討する。
5. 実行：リストアップした「出来ること」を順次片付ける。

こういった作業を行うための手順の見直しをステップを追って行うことで、「あれもしなくちゃいけないし、これもやらなきゃいけないし…」といった混乱した状況から脱して、着実に作業を進めて行くのがGTDである。こういった手法は、一見仕事が連続した作業の繰り返しで「ここからここまでが1単位」という見通しがなかなか立て難い状況で役立つとされている。

### 収集
追いかけなければならない仕事や覚えておくべき仕事、取り掛かっている途中の仕事（公私問わず）をすべて残らず書き出し、「バケット」の中に集める。「バケット」は紙、メモ帳、PDA、パソコン、現実の整理箱やパソコン画面上の電子メールの整理箱でもかまわない。すべき仕事に関する雑然とした想念を頭から全部追い出し、これらメモ帳や整理箱やパソコンなどに記録し、整理できる状態にする。「バケット」の中身は、週に最低一度は整理して空にする必要がある。

### 処理
書き出してバケットに投げ込んだ仕事を分類し、厳密なワークフローによって各リストへと分ける作業である。
- まず整理箱のトップやメモ用紙などの最初にある仕事から「処理」をはじめる。
- 処理する仕事は一度に一個だけ。
- 整理箱には絶対にどんな仕事も戻さない。
- 処理の開始。整理箱にあるその仕事は、行動をおこすべきものかどうか、考えることが処理の内容である。
  - YES。行動すべき
    - すぐやる。（2分以内でできる場合）
    - 複雑なものは、計画を立てて行うことにし、計画は定期的に見直す。「プロジェクト」のリストへ。
    - 複雑でないもので、自分でしなくてもいいものは人に任せる。任せたら「連絡待ち」のリストへ。
    - 複雑ではないが今すぐしなくてもよいものは後でする。「カレンダー」のリストへ。
    - 複雑ではなく今すぐしたほうがよいものは、今やっている仕事の次に着手する。「次のアクション」のリストへ。

  - NO。今行動しなくてよい
    - 資料としてファイルにしまうものは、「資料」リストへ。
    - いつかやる仕事としてあたためておくものは、「いつかする」リストへ。
    - 不要なものは捨てて忘れる。ゴミ箱へ。

この処理の際に、「するのに2分とかからない仕事は、今すぐ行う」という「2分ルール」がある。「2分」とは目安で、その仕事を後へ延ばすためにリストやメモを書いたりするのにかかる時間くらいのことである。2分くらいでできそうな細かい仕事は、いまこの場でリストから早めに消してすっきりさせる必要がある。

### 整理
残っている仕事に常に注意を払うために使う「リスト」には、以下のようなものがある。バケットにある仕事は処理によってこの「リスト」へ仕分けされ、このリストを常時追跡しながら仕事をこなしてゆく。
次のアクション
注意をしなければならない仕事それぞれについて、取るべき次のアクション（その仕事の最初の一歩）は何かを決める。たとえば、もし仕事が「プロジェクトレポートを書く」ならば、次のアクションは「Aさんにミーティングの時間について電子メールを打つ」か、「Bさんに電話してレポートに必要な内容を聞く」などとなる。仕事完了までにこなすステップや行動はいろいろあるが、その最初にすべきことは必ずあるはずで、これを「次のアクション」リストに入れ、今やっている仕事の次から次へと行う。
さらにこれらは起こす行動の状況に応じて分類したほうがよい。例えば、「オフィスでする」「電話する」「店でする」など。
プロジェクト
プライベートや仕事での「オープン・ループ」の中で、一回以上の物理的動作が必要な、複雑な仕事は「プロジェクト」になる。これらは常に追跡し、定期的に見直す。プロジェクトに関する「次のアクション」は後回しになり、随時進めていく。
連絡待ち
誰かに仕事や「次のアクション」を任せる場合、あるいはプロジェクトを進めるにあたり何か外部の出来事が起こるのを待たねばならない場合、これらは追跡できる状態にし、随時任せた仕事が終わったか、外部で出来事が起きたか、見直すこととする。
いつかやる
いつかやりたいが今しなくていいものはここに入れる。「将来に備え中国語を勉強」「ダイビングのために休暇をとる」など。
カレンダー
カレンダーも約束や仕事の追跡のために重要である。しかし、アレンは、カレンダーは「ハード・ランドスケープ」と彼が名づけた仕事のためにとっておくべきだと勧めている。ハード・ランドスケープは、ある決まった締め切りまでに絶対にすべき仕事や、時間や場所が決まってしまった会議や約束のことである。すべき仕事はカレンダーではなく、次のアクションリストに書かれるべきである。
GTDの鍵になるものはファイリングシステムである。ファイリングは簡単で、単純で、楽しく苦痛にならないシステムでなければならない。紙1枚に書いたものでも、見直すために必要なら、これまで作ったフォルダに属さないものならば新しいフォルダを作る必要がある。アレンの推薦するものはアルファベット順の単純なファイリングシステムであるが、情報の貯蔵や見直しができるだけ簡単で早く済むものならどういったものでもよい。

### 見直し

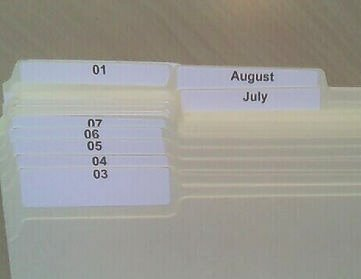
「43Folders」の例

アクションや覚えておくべきもののリストは、毎日や毎週あるいは随時など、見直すことがなければ役に立たない。リストを見直して、やり忘れているものがあればすぐ着手したほうがよい。またある特定の時点で十分な時間とエネルギーがある場合、リストの中から何が今もっともすべきことかを決定し、すぐやるほうがよい。ただし、ぐずぐず先延ばししがちな人ならば、リストの中の簡単なものから手をつけて後に大変なものが残りがちである。この解決のためには、リストの上から機械的に順番に着手するようにしたほうがいい。
GTDでは、最低週に一度、残っているアクションやプロジェクト、連絡待ちなどの仕事の進捗や要不要を評価し、新しく入った仕事や次に来る出来事などを次々収集・処理・整理してリストに加え、常に新しい状態にしなければならない。
アレンは「備忘録」をつくり、毎週頭の中から仕事やプロジェクトの記憶をすっきり整理してしまうことを勧めている。これは12か月分と31日分の43個のフォルダからなるもので、毎日その日の日付のフォルダを開けて仕事をこなして空にし、空になったフォルダは次の月のフォルダの中に入れるというものである。

### 実行
どのようなリストやシステムも、それを作ることばかりに時間をかけ、実際の仕事を行わないようでは意味がない。以上の方法で頭をすっきりさせ、とらなければならないアクションをとることを、簡単に、単純に、楽しいものにできた場合、先伸ばししがちな傾向は少なくなり、「オープン・ループ」のあまりの多さに圧倒されてげんなりすることも少なくなるであろう。

## 参考資料
- Allen, David (2001). Getting Things Done: The Art of Stress-Free Productivity. Penguin Books. ISBN 0-14-200028-0.
  - デビッド・アレン『仕事を成し遂げる技術 - ストレスなく生産性を発揮する方法』森平慶司 訳、はまの出版、2001年、ISBN 4-89361-333-2
  - デビッド・アレン『はじめてのGTD ストレスフリーの整理術』田口元 監訳、二見書房、2009年、ISBN 978-4-576-08211-0 （『仕事を成し遂げる技術』の新訳改訂版）

- Allen, David (2003). Ready for Anything. Viking Books. ISBN 0-670-03250-6.
  - デビッド・アレン『ストレスフリーの仕事術 - 仕事と人生をコントロールする52の法則』田口元 監訳、二見書房、2006年、ISBN 4-576-06073-2
- 田口元 他『Life Hacks PRESS - デジタル世代の「カイゼン」術』技術評論社、2006年、ISBN 4-7741-2728-0